# میرزا موسی‌خان فتوحی
میرزا موسی خان فتوحی  از  سیاستمداران ایرانی بود، که در دوره‌  هفتم بعنوان نماینده تبریز در مجلس شورای ملی حضور داشت.